# Hampton Beach
Hampton Beach è un census-designated place (CDP) degli Stati Uniti d'America, situato nello stato del New Hampshire, nella contea di Rockingham.